# Танкович, Дмитрий Леонидович
Дми́трий Леони́дович Танко́вич (бел. Дзмітрый Леанідавіч Танковіч; род. 9 апреля 1977, Минск, Белорусская ССР) — белорусский и украинский телеведущий, актёр, сценарист и продюсер.

## Биография
Родился 9 апреля 1977 года в Минске. В 1983 году поступил в 130-ю среднюю школу, которую окончил в 1994 году с серебряной медалью. Занимался прыжками в воду, играл в школьном театре. После окончания школы учился в Белорусском государственном экономическом университете по специальности «Учёт, анализ и аудит в банке».
Примерно в это же время была организована команда КВН «ЧП». Первое серьёзное выступление в 1997 году на играх белорусского КВН. В 1998 году в составе команды стал чемпионом белорусского КВН и чемпионом Открытого чемпионата КВН Балтии. Чемпион Открытой Украинской лиги КВН-2000, четвертьфиналист Высшей лиги МС КВН-2001.
Параллельно с карьерой в КВН работал на белорусском телевидении в качестве сценариста и ведущего музыкально-развлекательных и юмористических программ. Сначала на «8 канале» (местный минский телеканал), позднее на «БТ» (общенациональный канал) и телеканале «ОНТ» (общенациональный канал). В 2007 году команда «ЧП» распалась, и Танкович остался работать на телевидении.
С 2009 года был ведущим развлекательных программ телеканала СТБ (Украина).
С 2018 года — в команде «Дизель-шоу».
В 2020 году был участником проекта «Танцы со звездами», партнёр Илона Гвоздева, победительница проекта в 2018 году.
С 2022 года — ведущий сатирического проекта «А я вам сейчас покажу» на ютуб-канале Nexta Live.
С 2009 года живёт и работает в Киеве.

## Личная жизнь
Женат на Ольге Рыбке. Мама и брат живут в Минске. Воспитывает дочь.

## Достижения в составе команды КВН «ЧП»
- 1998 г. — Чемпион Открытого Чемпионата КВН Балтии
- 1998 г. — Чемпион Высшей лиги Белорусского КВН
- 1999 г. — Чемпион Евролиги Международного Союза КВН
- 2000 г. — Чемпион Открытой Украинской лиги МС КВН
- 2001 г. — Обладатель Приза за лучшую разминку на «Встрече трёх поколений» в Судаке
- 2004 г. — Обладатель «Президентского КиВиНа» на Музыкальном фестивале «Голосящий КиВиН» в Юрмале
- 2005 г. — Обладатель «Серебряного КиВиНа» на Музыкальном Фестивале «Голосящий КиВиН» в Юрмале
- 2005 г. — Вице-чемпион Высшей лиги МС КВН

## Работа на телевидении
- 2000—2002 гг. — Музыкально-развлекательная программа «Доктор Х», «8 канал» (Беларусь) — ведущий
- 2000—2002 гг. — Музыкально-развлекательная программа «Братья Гримм», «8 канал» (Беларусь) — ведущий
- 2000—2002 гг. — Юмористическая программа «Вопрос, конечно, интересный», «8 канал» (Беларусь) — ведущий
- 2003 г. — Юмористическая программа «Барахты из Бухты», «БТ» (Беларусь) — ведущий
- 2003—2004 гг. — Телевизионные концерты «Необыкновенный концерт», «ОНТ» (Беларусь) — ведущий
- 2007—2010 гг. — Музыкально-развлекательная программа «Великолепная пятёрка», «ОНТ» (Беларусь) — ведущий
- 2007 г. — Телевизионные концерты «Вечера в Мирском замке», «ОНТ» (Беларусь) — ведущий
- 2009 г. — Шоу «Битва Титанов», «ОНТ» (Беларусь) — ведущий
- 2009 г. — Шоу «Танцуют все-2», «СТБ» (Украина) — ведущий
- 2009 г. — Шоу «Украина имеет талант», «СТБ» (Украина) — креативный продюсер
- 2009 г. — Шоу «Рекламная пауза», «ОНТ» (Беларусь) — ведущий
- 2009 г. — Сериал «Теоретики» — актёр (роль: Зайцев)
- 2010 г. — Шоу «Танцуют все-3», «СТБ» (Украина) — ведущий
- 2010—2011 гг. — Шоу «У Украины есть талант», «СТБ» (Украина) — ведущий
- 2010 г. — Программа «Х-фактор. Страна ждет» — «СТБ» (Украина) — ведущий
- 2010—2011 гг. — Юмористическое шоу «Смешные люди» — «СТБ» (Украина) — ведущий, актёр
- 2011 г. — Шоу «Танцы со звездами», «СТБ» (Украина) — ведущий
- 2011 г. — Шоу «Танцуют все-4», «СТБ» (Украина) — ведущий
- 2011 г. — Пост-шоу «МастерШеф», «СТБ» (Украина) — ведущий
- 2012 г. — Шоу «Кулинарная династия», «СТБ» (Украина) — ведущий
- 2012 г. — Шоу «Танцуют все. Возвращение героев», «СТБ» (Украина) — ведущий
- 2012 г. — Шоу «Танцуют все-5», «СТБ» (Украина) — ведущий
- 2012 г. — Пост-шоу «МастерШеф-2», «СТБ» (Украина) — ведущий
- 2012 г. — Пост-шоу «МастерШеф-3», «СТБ» (Украина) — ведущий
- 2013 г. — Шоу «Кулинарная династия-2», «СТБ» (Украина) — ведущий
- 2013 г. — Шоу «Куб-4», «СТБ» (Украина) — ведущий
- 2013 г. — Шоу «Танцуют все-6», «СТБ» (Украина) — ведущий
- 2014 г. — Шоу «Куб-5», «СТБ» (Украина) — ведущий
- 2014 г. — Шоу «Танцуют все-7», «СТБ» (Украина) — ведущий
- 2014 г. — Скетчком «Когда мы дома», «СТБ» (Украина) — креативный продюсер, сценарист
- 2015 г. — Шоу «У Украины есть талант-7», «СТБ» (Украина) — ведущий
- 2015 г. — Шоу «Танцуют все-8», «СТБ» (Украина) — ведущи
- 2016 г. — Шоу «У Украины есть талант. Дети», «СТБ» (Украина) — ведущий
- 2016 г. — Шоу «Танцуют все-9», «СТБ» (Украина) — ведущий
- 2017 г. — Шоу «У Украины есть талант. Дети-2», «СТБ» (Украина) — ведущий
- 2018 г.— настоящее время — «Дизель Шоу», «ICTV» (Украина) — актёр

## Телевизионные награды
- 2009 г. — Телевизионная премия «Телевершина» (Беларусь) в номинации «Лучший ведущий музыкально-развлекательной программы»[6].
- 2011 г. — Народная премия «Телезвезда» (Украина) в номинация «Любимый телеведущий развлекательной программы»[7]